# Luís Carlos Novo Neto
Luís Carlos Novo Neto (Póvoa de Varzim, 26 mei 1988) is een Portugees voetballer die bij voorkeur als centrale verdediger speelt. Hij verruilde Zenit Sint-Petersburg medio 2019 voor Sporting CP. Neto debuteerde in februari 2013 in het Portugees voetbalelftal.

## Clubcarrière
Neto komt uit de jeugdopleiding van Varzim SC. Hij maakte zijn profdebuut in 2006. In de zomer van 2011 vertrok hij als transfervrije speler naar CD Nacional. Na één seizoen plukte AC Siena hem daar weg. Op 2 december 2012 maakte hij zijn eerste doelpunt in de Serie A, tegen AS Roma. Siena verloor de wedstrijd na twee doelpunten van Mattia Destro en een van Simone Perrotta. Op 1 februari 2013 verliet Neto na zeven maanden Italië voor een avontuur bij het Russische Zenit Sint-Petersburg, dat een bedrag van 6,5 miljoen euro op tafel legde voor de centrumverdediger. Bij Zenit vond hij zijn landgenoten Bruno Alves en Danny terug. In mei 2017 speelde Neto zijn honderdste competitiewedstrijd voor Zenit.

## Interlandcarrière
Neto kwam viermaal uit voor Portugal –21. Op 4 oktober 2012 werd hij voor het eerst opgeroepen voor Portugal in de WK-kwalificatiewedstrijden tegen Rusland en Noord-Ierland. Hij kwam echter niet in actie. Zijn debuut voor Portugal maakte Neto op 6 februari 2013 in een vriendschappelijke wedstrijd tegen Ecuador. Hij speelde negentig minuten naast zijn ploegmaat Bruno Alves. Portugal verloor de wedstrijd met 2–3 na doelpunten van Luis Antonio Valencia, Felipe Caicedo en een eigen doelpunt van João Pereira. Op 19 mei 2014 maakte bondscoach Paulo Bento bekend Neto mee te nemen naar het wereldkampioenschap voetbal in Brazilië. Clubgenoten Hulk (Brazilië), Nicolas Lombaerts en Axel Witsel (België), Joeri Lodygin, Viktor Fajzoelin, Oleg Sjatov en Aleksandr Kerzjakov (Rusland) waren tevens actief op het toernooi. Neto nam in juni 2017 met Portugal deel aan de FIFA Confederations Cup 2017, waar de derde plaats werd bereikt. Portugal won in de troostfinale van Mexico (2–1 na verlenging).

## Erelijst
| Competitie             |                       |                       |                       |                       |
| Competitie             | Aantal                | Jaren                 |                       |                       |
| Zenit Sint-Petersburg  | Zenit Sint-Petersburg | Zenit Sint-Petersburg | Zenit Sint-Petersburg | Zenit Sint-Petersburg |
| ---------------------- | --------------------- | --------------------- | --------------------- | --------------------- |
| Kampioen Premjer-Liga  | 2x                    | 2014/15, 2018/19      |                       |                       |
| Beker van Rusland      | 1x                    | 2015/16               |                       |                       |
| Russische supercup     | 2x                    | 2015, 2016            |                       |                       |
| Sporting Lissabon      |                       |                       |                       |                       |
| Kampioen Primeira Liga | 1x                    | 2020/21               |                       |                       |
| Taça da Liga           | 1x                    | 2020/21               |                       |                       |

| Competitie              | Winnaar  | Winnaar  | Runner-up | Runner-up | Derde    | Derde    |
| Competitie              | Aantal   | Jaren    | Aantal    | Jaren     | Aantal   | Jaren    |
| Portugal                | Portugal | Portugal | Portugal  | Portugal  | Portugal | Portugal |
| ----------------------- | -------- | -------- | --------- | --------- | -------- | -------- |
| FIFA Confederations Cup |          |          |           |           | 1x       | 2017     |